# Isthme de Taravao
L'isthme de Taravao est un isthme de l'île de Tahiti, en Polynésie française. Il joint la presqu'île de Taiarapu, ou Tahiti Iti, au reste de l'île.
En 1844, les français bâtissent le fort de Taravao[réf. incomplète], sur l'ordre du gouverneur de Tahiti Bruat, à la suite des tensions engendrées par Pritchard. 

## Note
1. ↑  Site classé (n° 22 de l'arrêté n° 865 du 23/06/52).